# Idaea glomerata
Idaea glomerata là một loài bướm đêm trong họ Geometridae.